# Мінірецензія
Мінірецензія — це стисле та цілеспрямоване оцінювання певної теми чи предмета, яке відноситься до жанрових видів замітки. Як правило, він коротший, ніж традиційний огляд літератури, і зазвичай зосереджується на конкретному аспекті чи підтемі більшої галузі дослідження. Мінірецензія зазвичай використовується в науковому та академічному тексті, щоб надати короткий виклад останніх подій або знахідок у певній галузі дослідження.
Мінірецензія, як правило, структурована подібно до традиційних оглядів літератури, зі вступом, який містить довідкову інформацію про тему та конкретне дослідницьке питання або проблему, що розглядається. Потім вона продовжує представляти та аналізувати відповідну літературу, висвітлюючи ключові висновки та виявляючи будь-які прогалини чи невідповідності в існуючих дослідженнях.

## Переваги
Головною перевагою мінірецензії є її стислість і лаконічність, що дозволяє швидко та легко охопити певну тему чи тематику. Мінірецензія особливо корисна, коли досліднику потрібно швидко ознайомитися з новою галуззю чи темою, або коли йому потрібно надати короткий огляд теми для ширшої аудиторії.

## Недоліки
Однак основним недоліком міні-огляду є те, що його глибина та обсяг можуть бути обмежені, оскільки він часто обмежений довжиною. Крім того, оскільки він зосереджений на певній підтемі, він може не надати вичерпного огляду всієї галузі дослідження, що може обмежити його корисність для деяких читачів.

## Структура
Мінірецензію можна використовувати як сходинку до більших, більш повних оглядів літератури чи досліджень. Вони можуть стати основою для подальшого дослідження певної теми або допомогти визначити області, де необхідні подальші дослідження. З точки зору структури мінірецензії можуть відрізнятися залежно від конкретної галузі дослідження або дослідницького питання, яке розглядається. Однак вони зазвичай мають чіткий і організований формат із чітким вступом, основною частиною та висновком. Вступ має надавати довідкову інформацію та контекст теми, що розглядається, тоді як основна частина повинна представляти відповідну літературу та аналізувати ключові висновки. Висновок повинен підсумувати основні моменти та надати рекомендації або майбутні напрями дослідження.
Загалом, мінірецензія є цінним інструментом для дослідників і авторів, що забезпечує швидкий і простий спосіб оцінити й узагальнити ключові висновки та розробки в певній галузі дослідження. Хоча вони можуть бути обмеженими за глибиною та обсягом, вони все ж можуть надати цінну інформацію та стати відправною точкою для подальших досліджень і розвідок.